# Alypiodes trimaculata
Alypiodes trimaculata är en fjärilsart som beskrevs av Jean Baptiste Boisduval 1874. Alypiodes trimaculata ingår i släktet Alypiodes och familjen nattflyn. Inga underarter finns listade i Catalogue of Life.